# برايان يونغ (لاعب هوكي الجليد)
برايان يونغ هو لاعب هوكي الجليد كندي، ولد في 2 أكتوبر 1958 في جاسبر ‏ في كندا.

## وصلات خارجية
- برايان يونغ على موقع دوري الهوكي الوطني (الإنجليزية)
- برايان يونغ على موقع قاعة مشاهير الهوكي (لاعب أن.إتش.أل) (الإنجليزية)
- برايان يونغ على موقع EliteProspects.com (الإنجليزية)
- برايان يونغ على موقع HockeyDB.com (الإنجليزية)
- برايان يونغ على موقع Hockey-Reference.com (الإنجليزية)